# Wolseley 4/44
Wolseley 4/44 – samochód osobowy zaprojektowany przez Nuffield Organisation, ale produkowany już przez British Motor Corporation. 4/44 dzielił wiele elementów z MG Magnette ZA, które pojawiało się na rynku później w tym samym roku.
W przeciwieństwie do MG 4/44, Wolesley używał silnika XPAW o pojemności 1250 cm³, był to w zasadzie zmodernizowana wersja motoru XPAG używanego we wcześniejszych modelach z serii T (zastosowano jeden gaźnik). Silnik osiągał moc 46 KM przy 4800 obrotach na minutę. Czterobiegowa skrzynia biegów wyposażona była w lewarek umieszczony w kolumnie kierownicy.
Konstrukcyjnie 4/44 opierał się na nadwoziu samonośnym zamontowanym na niezależnym zawieszeniu sprężynowym z przodu i sztywnym tylnym mostem.
Samochód kierowany był do bardziej wymagających klientów, stąd drewniana deska rozdzielcza, skórzane siedzenia oraz tradycyjny grill na chłodnicy z podświetlanym znaczkiem, co sprowadzało koszt jednego egzemplarza do 997 funtów.
Redakcja magazynu "The Motor" przetestowała Woleleya 4/44, osiągnięto prędkość maksymalną prędkość 117 km/h, przyspieszenie od 0-100 km/h w 29,9 s oraz średnie zużycie paliwa na poziomie 10,2 l/100 km. W 1956 roku 4/44 został zastąpiony przez model 15/50.